# 馬海僕富士山
馬海僕富士山，國土測繪中心經建版地形圖中標記為麻平暮山，另又稱馬海僕山、馬赫坡山，是位於臺灣南投縣仁愛鄉親愛村的山峰，屬於中央山脈，標高2,615公尺，是奧萬大國家森林遊樂區內的最高峰，山頂立有二等三角點1458號。「馬海僕」與「麻平暮」音譯自鄰近的賽德克部落馬赫坡社，而馬海僕富士山一名為日治時期所取 （页面存档备份，存于），因山形似富士山而得名。山中有岩窟數處，是霧社事件時霧社族人自盡之地。南面與東南面皆有大崩壁，為萬大北溪支流發源地。

## 註腳
1. ↑  日治時期地圖中的標示為（羅馬化：Mahebo Fujisan），戰後初期才以漢語對音「馬海僕富士山」標示。「麻平暮」則為日語音讀對應的漢字。（見中研院地理資訊科學研究專題中心臺灣百年歷史地圖）